# Doug Reinhardt

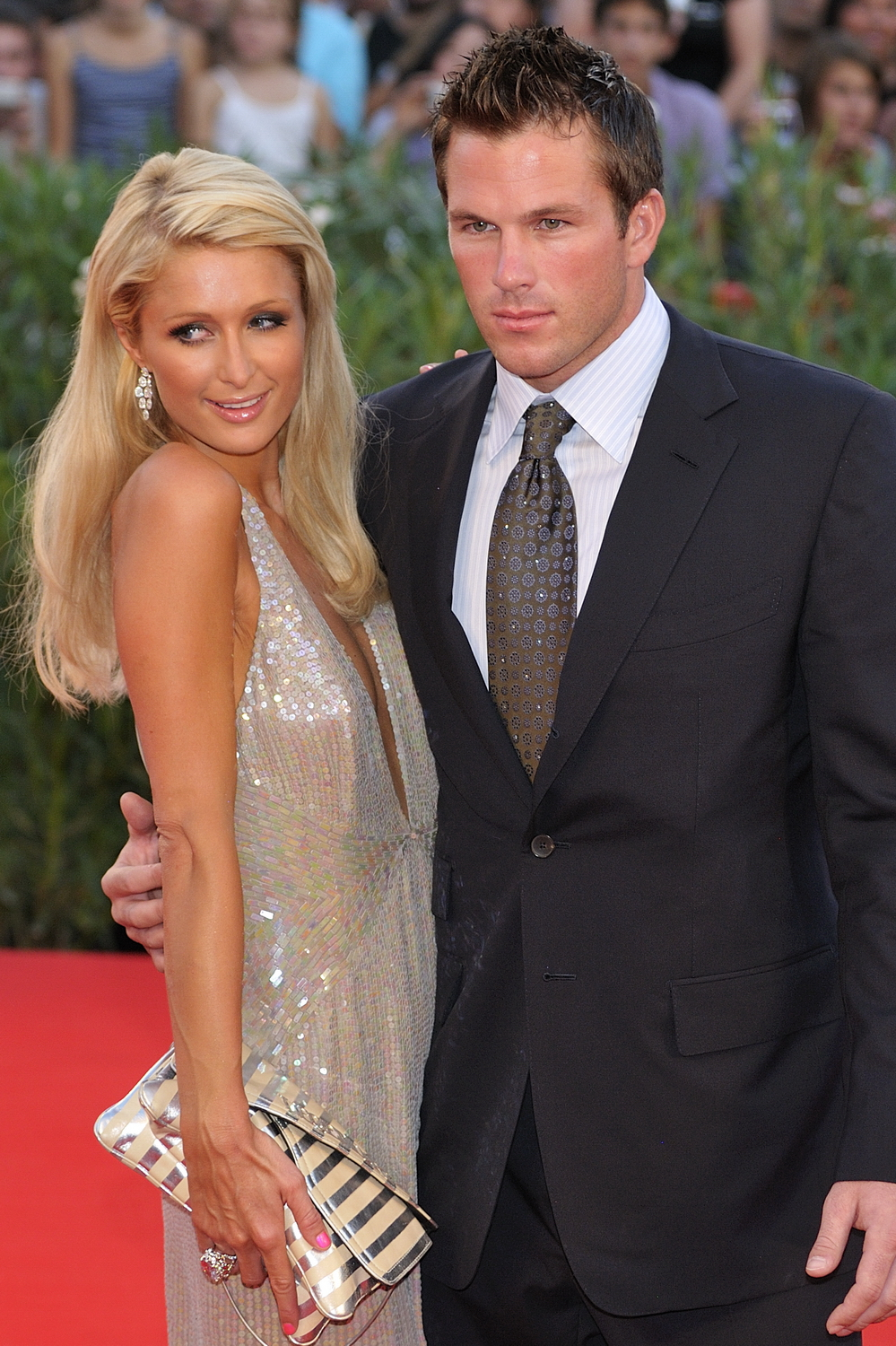
Doug Reinhardt en Paris Hilton op het Filmfestival van Venetië 2009

Douglas Francis Reinhardt (Torrance, 22 oktober 1985) is een Amerikaans honkballer en televisiepersoonlijkheid. Hij is bekend door zijn deelname aan de televisieserie The Hills en als speler van de minor league afdelingen van de Los Angeles Angels of Anaheim en de Baltimore Orioles. Hij is werkzaam als CEO van Fugen Mobile en Fun Facter.

## Persoonlijk leven
Reinhardt had korte tijd een relatie met Lauren Conrad, een deelneemster van The Hills. Tot januari 2009 had hij korte tijd een relatie met Amanda Bynes.
In januari 2009 kreeg Reinhardt een relatie met Paris Hilton. Het stel ging uit elkaar in juni 2009 om in augustus 2009 weer bij elkaar te komen.

## Televisie verschijningen
- The Hills (2008-heden)
- Paris Hilton's My New BFF (2009)